# ヘクターマイン地震
ヘクターマイン地震 (Hector Mine earthquake) は、1999年10月16日2時46分44秒（太平洋標準時）にアメリカ合衆国カリフォルニア州バーストゥの東南東47マイルで発生した、マグニチュード7.1の地震。この地震はトゥエンティナインパームズ海兵隊基地内にあたるモハーヴェ砂漠の人里離れた場所で発生した。名前は、震央から22km北西にあるヘクターマインという名前の石切場から付けられた。
地震は非常に強く、ネバダ州ラスベガスでは20 - 30秒間揺れが感じられた。ラスベガスでは多くの人が目を覚ました。かなり北のネバダ州カーソンシティでも1人の女性が家のチャイムが鳴るのを聴いて目覚めたと報告された。また、地震は震源から南西のロサンゼルスでも感じられた。
震央がモハーヴェ砂漠の中の人里はなれた場所であったため、周辺地域での被害の報告はほぼ無かった。震央近くを走っていた列車が脱線したが、軽傷者のみであり列車も修理可能であった。
この地震は、この地域では1992年6月28日のランダーズ地震以来の大地震であり、10月15日から続いた前震の後に発生した。